# Вінаго жовтошиїй

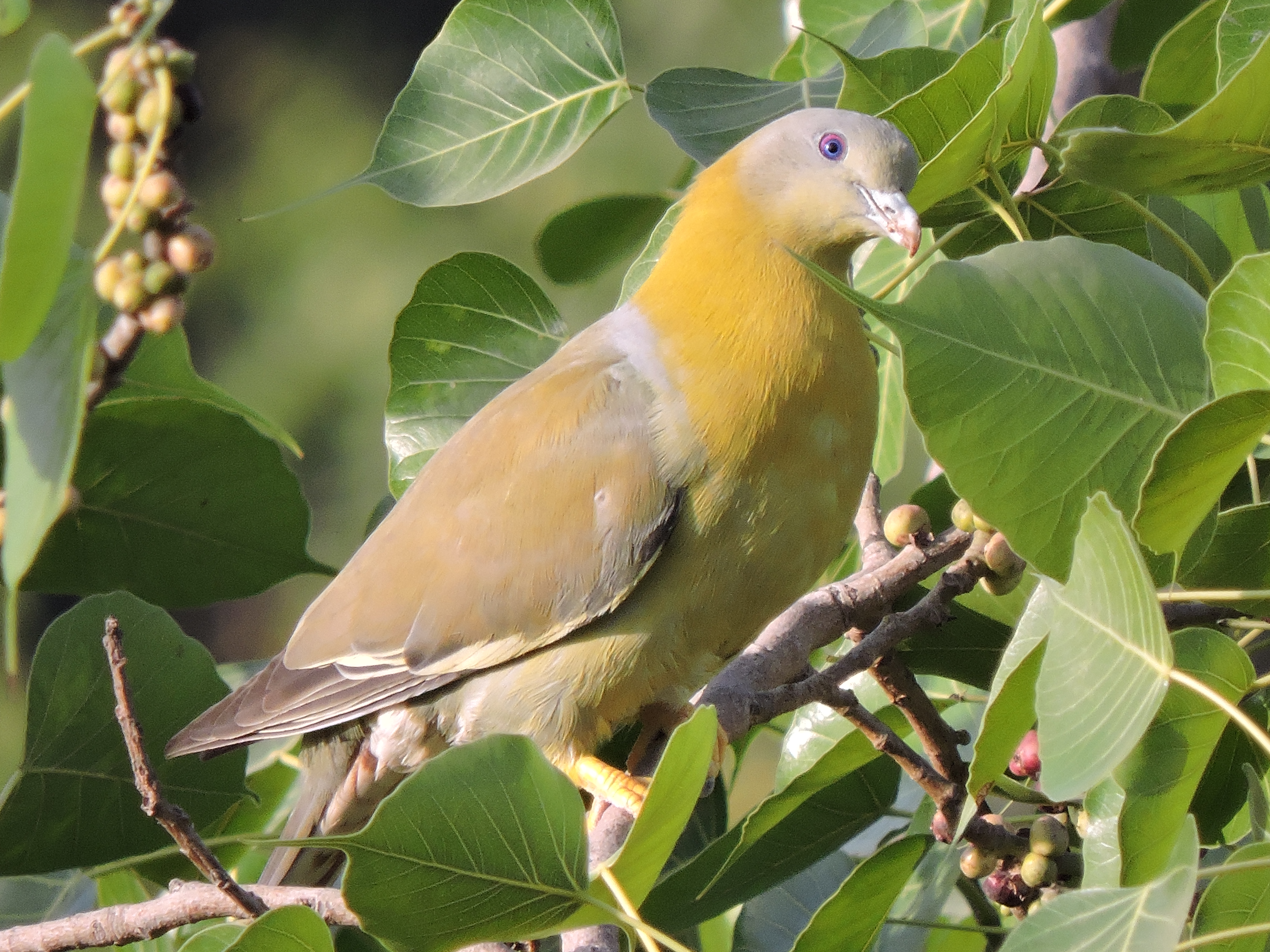
Жовтошиїй вінаго

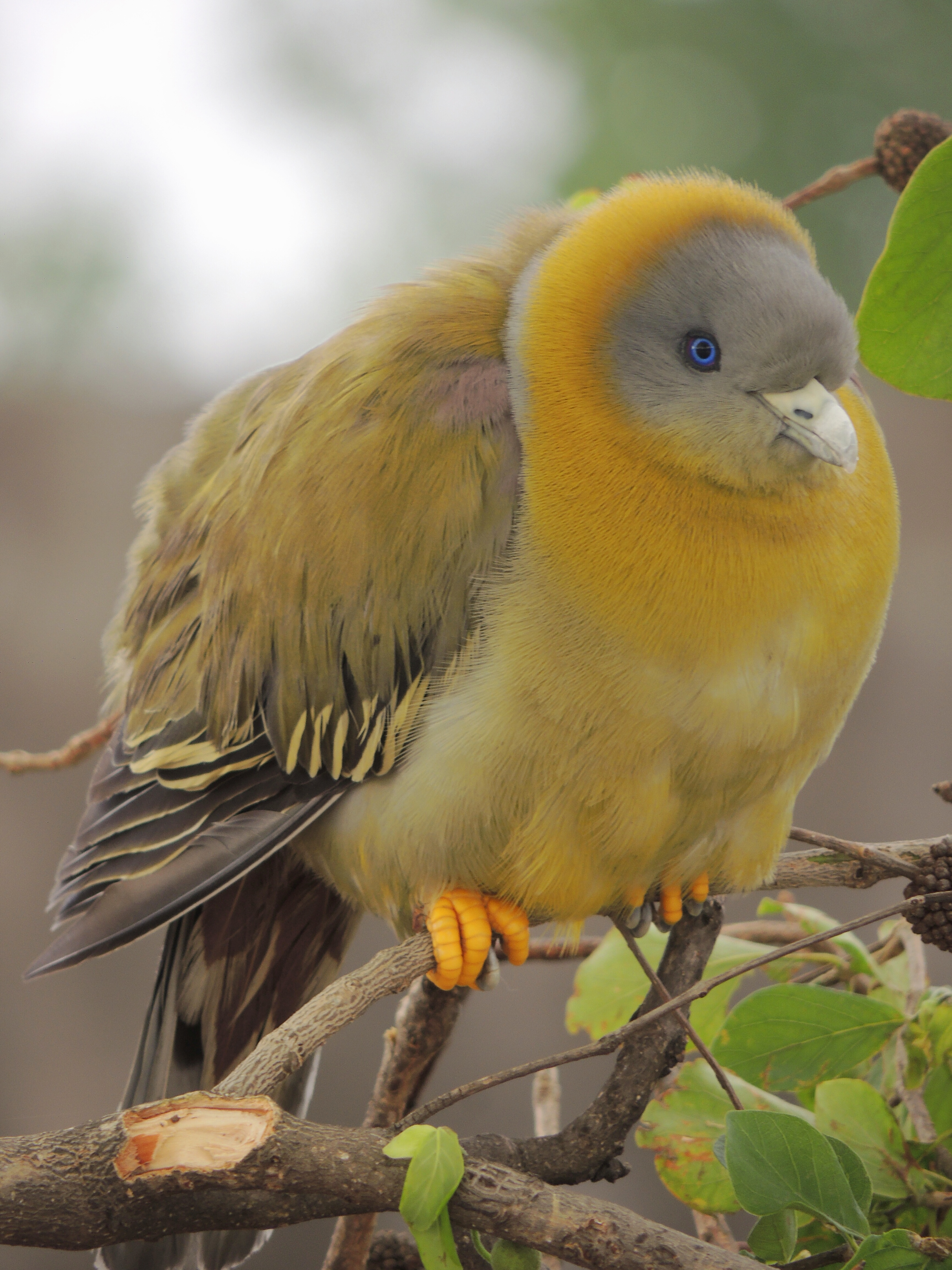
Жовтошиїй вінаго

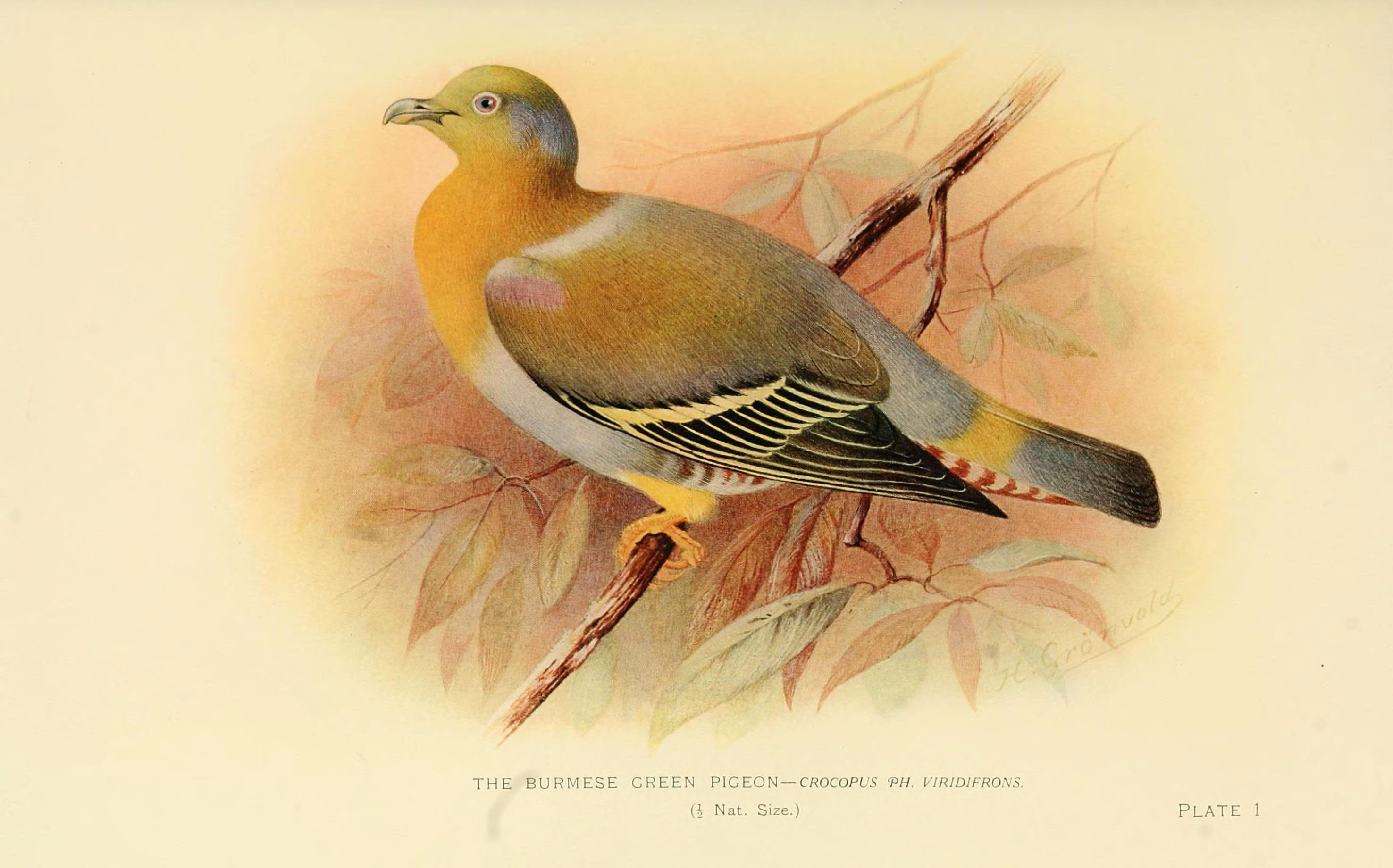
Жовтошиїй вінаго

Віна́го жовтошиїй (Treron phoenicopterus) — вид голубоподібних птахів родини голубових (Columbidae). Мешкає в Південній і Південно-Східній Азії.

## Опис
Довжина птаха становить 29-33,5 см, вага 226-270 г. У самців лоб і горло жовтувато-зелені, шия і груди темно-оранжево-жовті, задня частина шиї дещо тьмяніша, тім'я і потилиця темно-сірі. Задня частина шиї жовта, відділена від жовтувато-зеленої спини сірою смугою. На плечах блідо-лілові плями. Покривні пера крил темні, сіро-зелені з широкими жовтими краями. Стернові пера біля основи жовтувато-зелені, на кінці темно-сірі. Чорна смуга на хвості відсутня. Живіт жовтувато-зелений або блакитнувато-зелений, стегна жовті. Райдужки сині або синьо-фіолетові, зовні оранжеві або червоні. Дзьоб світло-роговий, на кінці світліший. Лапи жовті. Самиці мають дещо менш яскраве забарвлення, лілові плями на крилах у них менші. Забарвлення молодих птахів ще блідіше, плями на крилах у них відсутні.

## Підвиди
Виділяють п'ять підвидів:
- T. p. phoenicopterus (Latham, 1790) — від східного Пакистану і північної Індії до Бангладеш і Північно-Східної Індії;
- T. p. chlorigaster (Blyth, 1843) — центральна і південна Індія;
- T. p. phillipsi Ripley, 1949 — острів Шрі-Ланка;
- T. p. viridifrons Blyth, 1846 — від південно-західного Китаю до М'янми і північно-західного Таїланду;
- T. p. annamensis (Ogilvie-Grant, 1909) — схід Таїланду, південь Лаосу і В'єтнаму.

## Поширення і екологія
Жовтошиї вінаго мешкають в Пакистані, Індії, Непалі, Бутані, Бангладеш, М'янмі, Таїланді, Китаї, Лаосі, В'єтнамі, Камбоджі і на Шрі-Ланці. Вони живуть у вологих рівнинних і гірських тропічних лісах, сухих чагарникових заростях і рідколіссях, на полях, плантаціях, в парках і садах. Зустрічаються зграйками, на висоті до 1500 м над рівнем моря. Часто приєднуються до змішаних зграй птахів. Ведуть деревний спосіб життя, живляться плодами. Сезон розмноження триває з березня по червень. Гніздяться на деревах, гніздо являє собою невелику платформу з гілочок. В кладці 2 білих яйця, інкубаційний період триває 14 днів.